# Tordyveln (Norbergs socken, Västmanland)
Tordyveln är en sjö i Norbergs kommun i Västmanland och ingår i Norrströms huvudavrinningsområde.